# Utilitalia
Utilitalia è la federazione che riunisce le Aziende speciali operanti nei servizi pubblici dell'Acqua, dell'Ambiente, dell'Energia Elettrica e del Gas, rappresentandole presso le Istituzioni nazionali ed europee.

## Storia
Nasce nel 2015, dalla fusione di due precedenti federazioni: Federutility (servizi energetici e idrici) e Federambiente (servizi ambientali).
La federazione deriva dalla Federazione aziende municipalizzate d’Italia (Fami)  risalente ai primi anni del’900.

## Attività
Dal 2015, Utilitalia unisce quasi 500 soggetti tra Società di capitali, Consorzi, Comuni, Aziende speciali ed altri enti, che gestiscono in maniera industriale servizi di interesse economico generale:
- acqua,
- energia,
- ambiente e rifiuti,
- gas.

Al suo interno, si divide in tre settori di attività principali (Acqua, Ambiente ed Energia) e una serie di specifiche aree di azione ed intervento.
Attraverso le commissioni, gli associati sono coinvolti in attività di approfondimento, analisi e ricerca di soluzioni su questioni di natura tecnica, industriale o normativa – regolatoria.
Nel 2020 Utilitalia ha approvato Linee Guida per l'affidamento del servizio di gestione degli indumenti usati, finalizzate a promuovere la trasparenza della filiera mediante una responsabilizzazione delle stazioni appaltanti che esternalizzano la raccolta differenziata del tessile